# Стратегічне бомбардування Японії
Стратегічне бомбардування Японії — це повітряні рейди проведені американськими збройними силами протягом останніх двох років Другої світової війни проти Японської імперії, які знищили основні міста країни та вбили між 241 000 до 900 000 людей, не рахуючи атомних вибухів Хіросіми (340 000 жителів) та Нагасакі (195 000 жителів). Окрім людських втрат, повітряні бомбардування завдали значної шкоди японським містам та спричинили глибоке зниження промислового виробництва.
Якщо в перші роки Тихоокеанської війни повітряні напади були обмежені рейдом Дулітла у квітні 1942 року та обмеженими нападами на військові позиції на Курильських островах з 1943 року, стратегічні бомбардування Японії розпочалися в червні 1944 року і завершилися наприкінці війни в серпні 1945 року. Протягом 1945 року до цих масових нападів були додані рейди, які велися тактичними повітряними підрозділами з бортів або з баз на землі.
Незважаючи на те що плани нападу на Японію були підготовлені до початку війни, їх не вдалося здійснити до вступу на службу бомбардувальника з великим радіусом дії B-29 Superfortress. З червня 1944 р. до січня 1945 р. B-29, що розміщувались в Індії, використовували бази в Китаї для бомбардування Японії, але очікуваних результатів не було. Кампанія бомбардування різко прискорилася з листопада 1944 року, коли бази на Маріанських островах були відкриті після операції Forager. Ці напади спочатку були спрямовані проти промислових комплексів, але з березня 1945 року вони, як правило, мали ціллю міські центри. Літаки союзників, що розміщувалися на авіаносцях та на островах Рюкю, також вели бомбардування під час підготовки до вторгнення в Японію, запланованого на жовтень 1945 року. 6 серпня міста Хіросіма і Нагасакі були знищені атомними бомбами.
Японська військова та цивільна оборона не змогла завадити нападам союзників. Кількість винищувачів та зеніток, призначених для захисту японського архіпелагу, була недостатньою, і більшість літаків та зеніток не досягали висоти, на якій літали В-29. Відсутність палива, навчання та координації між підрозділами також знижували ефективність японської винищувальної авіації. Незважаючи на вразливість японських міст до бомбардувань запалювальними бомбами, пожежним службам не вистачало підготовки та обладнання, і було лише кілька протиповітряних укриттів. Отже, В-29 змогли завдати сильної шкоди міським центрам, в той час зазнавши незначних втрат.
З кінця війни велася дискусія щодо моральності цих нападів проти японських міст і, зокрема, цивільних втрат; використання атомної зброї є особливо суперечливим.

## Контекст

### Американські плани
Повітряний корпус армії Сполучених Штатів (який був інтегрований у повітряні сили армії Сполучених Штатів або USAAF у лютому 1942 р.) почав розробляти невідкладні плани для повітряної кампанії проти Японії в 1940 році. Того ж року військово-морський аташе американського посольства в Токіо повідомив, що цивільні захисні сили Японії були слабкими, і американським пілотам було запропоновано добровільно працювати з китайськими силами в рамках Другої китайсько-японської війни. Перша група добровольців ("літаючі тигри") почала діяти у ВПС Китайської Республіки наприкінці 1941 року на винищувачах P-40 Warhawk. Друга група добровольців також пройшла навчання наприкінці 1941 року для нападу на Японію з баз у Китаї з середніми бомбардувальниками Hudson та А-20 Havoc. Напад на Перл-Харбор 7 грудня 1941 року розпочав бойові дії між США та Японією та поклав край таємним операціям. Невелика кількість особового складу у другій групі добровольців, яка відділилася від Сполучених Штатів у листопаді 1941 року, була заблокована в Австралії початком конфлікту · .
Японські успіхи протягом перших місяців Тихоокеанської війни заважали застосуванню американських планів війни проти японського архіпелагу, низка спроб розпочати невелику кампанію з Китаю провалилася. До початку війни ВПС США планували бомбардувати Японію з Уейку, Гуаму, Філіппін та прибережних регіонів Китаю. Однак ці бази були швидко захоплені японськими силами та з 35 важких бомбардувальників Boeing B-17 Flying Fortress ВПС США, що базувалися на Філіппінах, 18 знищені під час нападу на базу Кларка Філда 8 грудня 1941. ВПС США намагалися відправити тринадцять важких бомбардувальників Boeing B-17 Flying Fortress в Китай в березні та квітні 1942 року для нападу на Японію. Ці літаки прибули в Індію, але залишилися там, оскільки японське завоювання Бірми спричинило логістичні проблеми, а китайський лідер Цхан Кай-Чек неприхильно ставився до американських бомбардувальників, що діють з його території. Тринадцять інших важких бомбардувальників B-24 Liberator були відправлені зі Сполучених Штатів для роботи з Китаю в травні 1942 року, але вони були перерозподілені для підтримки операцій союзників у Середземномор'ї. У липні 1942 р. командир літаючих тигрів, полковник Клер Лі Ченно, вимагав силу із ста винищувачів Р-47 Thunderbolt  та тридцяти середніх бомбардувальників B-25 Mitchell, які, за його словами, були б достатніми, щоб "знищити" японську авіаційну промисловість. Через три місяці Ченно заявив американському президенту Франкліну Д. Рузвельту, що сила, що складається з 105 сучасних винищувачів та сорока бомбардувальників (у тому числі дванадцять важких) зможе "призвести до втрати Японії" за шість-дванадцять місяців. Штаб ВПС США вважав ці ствердження не дуже достовірними, а прохання про підкріплення Ченно були відхилені.

### Японський захист
Довоєнні японські плани захисту країни від нападу з повітря були спрямовані на нейтралізацію авіабаз противника. До війни найбільшою загрозою вважалися радянські літаки, які дислокувалися на російському Далекому Сході. Японські військові планували знищити авіабази в межах досяжності Японського архіпелагу, якщо Японія та Радянський Союз вступлять у війну. На початку Тихоокеанської війни японський уряд вважав, що найкращим способом запобігти американським повітряним нальотам було б захоплення та утримання районів у Китаї та Тихому океані, звідки можна було б розпочати такі атаки. Він припускав, що союзники не зможуть відновити контроль над цими базами. Проте японці передбачали, що союзники все ще можуть здійснювати невеликі атаки на Японський архіпелаг за допомогою палубної авіації. Уряд вирішив не розробляти потужну оборону, щоб протистояти загрозі повітряного нападу, оскільки промислові ресурси країни не були здатні проводити наступальні операції в Китаї та на Тихому океані та оборонні операції в метрополії.
У перші місяці Тихоокеанської війни на Японському архіпелазі було дислоковано кілька авіаційних підрозділів і зенітних батарей. Головне командування оборони (CDG) було сформовано в липні 1941 року для контролю за обороною головних островів, але всі бойові частини в регіоні були приписані до чотирьох регіональних військових округів (Північний, Східний, Центральний і Західний округи), які безпосередньо відповідали перед військовим міністерством. У результаті функції CDG були обмежені координацією зв'язку між Імперським штабом, вищим військовим органом Японії, і військовими округами. До початку 1942 року сили, виділені для оборони Японії, включали сто літаків Повітряної служби Імператорської армії Японії (SAAIJ) і двісті літаків Повітряної служби Імператорського флоту Японії (SAMIJ), більшість з яких були застарілими, а також п'ятсот зенітних гармат, призначених для сухопутної армії, і двісті для флоту. Більшість формувань SAAIJ і SAMIJ були навчальними підрозділами, які, отже, не були здатні протистояти атакам союзників. Сухопутна армія також керувала мережею цивільних і військових спостережних постів для попередження про наближення бомбардувальників і почала встановлювати радіолокаційні станції. Командування та контроль протиповітряною обороною було роздробленим, а SAAIJ і SAMIJ не координували свою діяльність і рідко комунікували один з одним. У результаті сили не змогли відповісти на раптову повітряну атаку.
Японські міста були особливо вразливі до запалювальних бомб через структуру житла та поганий стан організацій цивільної безпеки. Міські центри були дуже густонаселені, і багато будівель було побудовано з легкозаймистих матеріалів, таких як папір і дерево. Крім того, промислові та військові комплекси часто розташовувалися в міських районах і тому були оточені густонаселеними житловими кварталами · . Незважаючи на свою вразливість, небагато міст мали професійні пожежні підрозділи, а багато з них покладалися на волонтерів. Ці протипожежні сили не мали сучасного обладнання та використовували застарілу тактику. З 1928 року в Токіо та Осаці організовувалися тренування з підготовки до повітряних бомбардувань, а з 1937 року місцеві органи влади були зобов’язані розповсюджувати цивільним особам інструкції, які пояснювали, як реагувати під час повітряної атаки. До Тихоокеанської війни було побудовано небагато протиповітряних укриттів і оборонних споруд для цивільного населення та промисловості.

## Перші атаки

### Рейд Дулітла
Літаки ВПС США вперше бомбардували Японію в квітні 1942 року. Під час операції, проведеної головним чином, щоб підбадьорити американців, шістнадцять середніх бомбардувальників B-25 Mitchell були завантажені у Сан-Франциско на борт авіаносця USS Hornet, щоб привезти їх до Японії. Ці літаки були запущені 18 квітня та бомбардували цілі в Токіо, Йокогамі, Йокосуці, Нагої та Кобі. Японські зенітні захисні сили були захоплені зненацька, і всі В-25 втекли без великих пошкоджень. Вони полетіли до Китаю та Радянського Союзу, але багато хто зазнав аварії на територіях, які тримали японці через відсутність палива. Японські втрати зросли до 87 загиблих та 462 поранених. 112 будинків були знищені.
Навіть якщо рейд Дулітла завдав невеликої шкоди, це мало важливі наслідки. Напад підняв моральний дух Сполучених Штатів, а його командир, підполковник Джеймс Х. Дуліттл, вважався героєм. Погана відповідь ППО збентежила японське військове командування і чотири ескадрилії винищувачів були репатрійовані зі своїх баз у Тихому океані для захисту японського архіпелагу. Щоб запобігти новим рейдам, SAMIJ розпочав наступ у Тихому океані, який закінчився поразкою під час битви за Мідвей. Японська армія також провела наступ в Китаї, щоб захопити аеродроми, на яких американські авіатори хотіли приземлятися. Наступ виконав свої цілі і призвів до смерті 250 000 китайських солдатів та цивільних осіб, головним чином під час військових злочинів. Військово-морський флот також почав розробляти повітряні кулі для бомбардування Сполучених Штатів у рамках проекту Фуго.

### Бомбардування Курильських островів
Після нальоту Дулітла, повітряні напади проти Японії були здійснені на Курильські острови в середині 1943 року. Визволення острова Атту в травні 1943 року під час кампанії за Алеутські острови запропонувало просунуту базу для бомбардувальників ВПС США. У рамках підготовки до визволення Кіски на Алеутських островах 11-а ВПС США здійснила бомбардування на Курильських островах, щоб нейтралізувати японські повітряні сили на місці. Перша з цих атак була здійснена 10 липня восьмома В-25 проти Чумчу та Парамучіра. Архіпелаг був знову атакований 18 липня шістьмома В-24, а вторгнення в Кіску (операція Котедж) було здійснено без опору 15 серпня.
11-а ВПС США та ВМС США продовжували здійснювати невеликі нальоти на Курильські острови до кінця війни. Напади були припинені на п’ять місяців, коли дев'ять із 20 В-24 та В-25 були втрачені під час нападу 11 вересня 1943 року, але рейди ВМС США PBY Catalinas продовжилися. У відповідь на американські напади Імператорський японський флот (MIJ) створив флот північно-східної зони в серпні 1943 року та в листопаді того ж року, японські сили перехоплення на Курильських островах та Хоккайдо досягли піку з 260 винищувачами. 11-а ВПС США відновила свій наступ у лютому 1944 року після того, як отримала підкріплення двох ескадрилій ескортних винищувачів P-38 Lightning, і вона продовжувала бомбардувати цілі на Курильських островах до червня 1945. Якщо ці напади завдали невеликої шкоди, вони змусили японців розгорнути значні військові засоби, щоб уникнути американського потенційного вторгнення на ці острови.

## Операція Маттехорн

### Приготування
Наприкінці 1943 р. Комітет американських начальників міжармійських штабів схвалив початок стратегічної бомбардувальної кампанії проти японського архіпелагу та Східної Азії шляхом розгортання В-29 в Індії та створення вдосконалених баз у Китаї. Ця стратегія, яка називалася операцією Маттерхорн, передбачала будівництво аеродромів поблизу Ченду, щоб постачати В-29 на шляху від своїх баз у Бенгалії до Японії. Ченно, командир 14-ї ВПС США в Китаї, захищав будівництво повітряних баз поблизу Гуїліна, але територія вважалася занадто вразливою до нападу. Тим не менш, це рішення про будівництво аеродромів у Ченду обмежувало напади у Кюсю, єдиному острові японського архіпелагу в радіусі дії 2600 км В-29.
XX Bomber Command отримало відповідальність за операцію Маттерхорн, і його наземні команди почали залишати США у грудні 1943 · . 20-а ВПС США була сформована у квітні 1944 року для нагляду за всіма операціями B-29. Командир ВПС США, генерал Генрі Х. Арнольд, взяв особисте командування цим підрозділом і скеровував його з Пентагону у Вашингтоні. 58-а бомбардувальна ескадрилія була головною бойовою одиницею XX Бомбардувального командування, і її перерозподіл з Канзасу до Індії відбувся між квітнем і серединою травня 1944.
Японці почали переводити винищувачі з японського архіпелагу до Китаю та Тихого океану на початку 1944 року в очікуванні нападів В-29. Японські спецслужби дізналися про будівництво баз для B-29 в Індії та Китаї, і штаб почав розробляти плани протистояння цим нападам. Три ескадрилії SAAIJ, розміщені в Хонсю та Кюсю, стали повітряними дивізіями між березнем та червнем. Наприкінці червня підрозділи оборони включали 260 винищувачів і могли об'єднати 500 інших в надзвичайних ситуаціях ·  · . Для захисту великих міст та військових баз також були створені нові батареї та прожекторні підрозділи. Влада CGD була підсилена, коли в травні підрозділи районів Схід, Центр та Захід були розміщені під його командуванням. Підрозділи винищувачів SAMIJ, розташовані в Курі, Сасбо та Йокосуці, також були призначені до CGD в липні, але координація між підрозділами CGD та найменшою кількістю військово-морських літаків була складною  ·  · . Незважаючи на ці вдосконалення, ППО Японії залишалися недостатньою, оскільки мало зеніток та літаків фактично могли дістати В-29 на їхній крейсерській висоті 9000 м, і кількість радіолокаційних станцій, здатних помітити підхід формувань бомбардувальників була недостатньою.
Японський уряд також прагнув покращити цивільну оборону у відповідь на рейд Дулітла та ймовірні майбутні напади. Уряд доручив будівництво цивільних протиповітряних укриттів префектурам. Однак мало які з них були побудовані через дефіцит бетону та сталі. У жовтні 1943 року Міністерство внутрішніх справ наказало мешканцям великих міст побудувати власні укриття, хоча останні часто були просто простими траншеями. Витончені укриття були побудовані для захисту військового командування та захисту комунікаційних засобів. Отже, менше 2 % цивільних мали доступ до укриттів проти бомб, навіть якщо тунелі та природні печери могли бути використані. Після початку війни уряд збільшив кількість пожежників, навіть, якщо останні часто були добровольцями без тренувань або належного обладнання. Цивільні також навчалися боротися з пожежами.
З осені 1943 року японський уряд вжив нових заходів для підготовки великих міст до американських бомбардувань. У листопаді було створено штаб оборони, а наступного місяця розпочалася програма знесення будівель для створення брандмауерів. Наприкінці війни для створення брандмауерів було знищено 614 000 осель, які становили близько 20 % знищених жител в Японії під час війни та переміщено 3,5 мільйона людей. З грудня 1943 року уряд також заохочував людей похилого віку, дітей та жінок покинути міста, які були ймовірними цілями повітряних атак та переїхати в села. У серпні 1944 року 330 000 учнів було евакуйовано з їхніх шкіл та 459 000 інших, відправилися в села зі своїми родинами.

### Атаки з Китаю
XX Bomber Command розпочало свої місії проти Японії в середині червня 1944 р. Перший рейд відбувся в ніч з 15 на 16 червня, коли 75 В-29 бомбардували сталеварний завод Яхати на півночі Кюсю. Ця атака завдала невеликої шкоди і коштувала семи В-29, але її з ентузіазмом привітали американські ЗМІ та вказали японським цивільним, що війна не повертається на користь Японії · . Японські солдати почали зміцнювати свої винищувальні підрозділи на архіпелазі після нападу на Яву, а в жовтні 375 літаків були розосереджені у трьох дивізіях протиповітряної оборони. Ці дивізії зберегли цю силу до березня 1945. Арнольд звільнив командира XX Bomber Command, бригадного генерала Кеннета Вулфа, незабаром після рейду проти Явати, коли він не зміг здійснити інші операції через відсутність резервів на своїх базах у Китаї. Заміною Вулфу був генерал-майор Кертіс Лемай, ветеран 8-ї ВПС США, яка проводила рейди проти Німеччини.
Наступні рейди, зроблені з Китаю, не виконали їхніх цілей. Другий рейд відбувся 7 липня, коли 17 B-29 бомбардували Сасбо, Омуру та Тобату без помітних результатів, і в ніч з 10 на 11 серпня 1944 р. 24 В-29 напали на Нагасакі. 20 серпня формування американських бомбардувальників на шляху до Ямати перехопили більше ста винищувачів. Дванадцять з 61 В-29 були знищені, один з яких був під час зіткнення. Японська пропаганда заявляла про знищення сотень бомбардувальників, а один із уламків був виставлений в Токіо. Ефективність XX Bomber Command покращилася після того, як Лемай встановив навчальну програму та покращив організацію технічного обслуговування бомбардувальників у серпні та вересні. Рейд проти Омуру 25 жовтня знищив невеликий авіаційний завод міста, але другий напад 11 листопада зазнав невдачі. На місто знову напали 61 B-29 21 листопада та 17 бомбардувальників 19 грудня. XX Bomber Command очолило дев'ятий та останній рейд на Японію 6 січня 1945 року, коли 28 В-29 знову напали на Омуру. За той самий період США провели кілька нападів на цілі в Маньчжурії, Китаї та Формосі з їх баз у Китаї, а також рейдів у Південно-Східній Азії з Британської Індії. XX Bomber Command провело останню місію з Індії проти Сінгапуру 29 березня; потім його бойові підрозділи були перерозподілені на Маріанських островах.
Загалом, операція Маттехорн була невдачею. Дев'ять рейдів проти Японії з китайських баз дозволили лише знищити авіаційний завод Омури. XX Bomber Command втратило 125 літаків під час усіх своїх операцій з Індії та Китаю, але японськими силами було знищено лише двадцять; переважна більшість втрат була викликана аваріями · . Бомбардування мали обмежений вплив на мораль японського населення, але вони змусили японських солдатів зміцнити захист японського архіпелагу за рахунок інших операцій. Однак ці результати не виправдовували важливих ресурсів, які союзники виділили на операцію. Крім того, відволікання частини поставок для підтримки операцій XX Bomber Command змогло запобігти 14-й ВПС США здійснювати більш ефективні дії проти японських позицій та морської торгівлі. Згідно з офіційною оцінкою ВПС США, труднощі надсилання необхідного обладнання та ресурсів в Індію та Китай були найважливішим фактором невдачі операції Маттехорн, навіть якщо технічні проблеми B-29 та недосвідченість їх екіпажів також зіграли роль. Погані погодні умови над Японією також обмежували ефективність В-29, оскільки екіпажі, яким вдалося досягти своїх цілей, часто не змогли скидати бомби точно через сильний вітер або хмари.

## Перші атаки з Маріанських островів
Американські сили вторглися в Гуам, Сайпан та Тініан на Маріанських островах з червня по серпень 1944 р. в рамках операції Forageк. ВПС США та військово-морські інженерні підрозділи швидко побудували шість повітряних баз для розміщення сотень B-29. Ці бази були набагато краще розташованими, ніж бази Китаю, щоб підтримати стратегічну бомбардувальну кампанію проти Японії, оскільки їх можна було легко постачати морем і знаходилися вони в 2400 км на південь від Токіо, що дозволяло В-29 атакувати значну частину японського архіпелагу. Японці провели кілька нападів проти аеродрому Сайпана, поки він будувався.
XXI Bomber Command 20-ї ВПС США почало прибувати на Маріанські острови в жовтні 1944 року. Підрозділ очолив бригадний генерал Хейвуд С. Ганселл, який також брав участь у операціях проти Німеччини у 8-й ВПС США. B-29 XXI Bomber Command здійснили шість навчальних місій проти цілей у Центральному Тихому океані до першого нападу на Японію. 1 листопада  B-29 модель F-13 розвідки облетів Токіо; це був перший американський літак, що пролетів над містом з рейду Дулітла. Інші розвідувальні місії були проведені в середині листопада, щоб знайти авіаційні та військово-морські заводи в регіоні Токіо-Йокосука. F-13, як правило, здатні уникати пострілів ППО та багатьох винищувачів, запущених для їх переслідування, завдяки своїй високій швидкості та вищій крейсерській висоті.
Перші атаки XXI Bomber Command спочатку мали за ціль японську авіаційну галузь. Перший рейд, з кодовою назвою операція San Antonio I відбувся 24 листопада 1944 року проти фабрики Мусашино в передмісті Токіо. Лише 24 з 111 В-29 напали на головну ціль, інші бомбардували портову інфраструктуру, промислові та житлові райони. Американські винищувачі були перехоплені 125 японськими винищувачами, але лише один В-29 був збитий. Цей напад завдав певної шкоди авіаційному заводу, і це зменшило довіру японських мирних жителів до протиповітряної оборони країни. У відповідь SAAIJ та SAMIJ збільшили свої повітряні напади на бази В-29 на Маріанських островах з 27 листопада. Ці рейди тривали до січня 1945 р. і призвели до знищення 11 В-29 та пошкодили 43 інших, 37 японських літаків було збито. Військово-морський флот також почав запускати свої бомби-повітряні кулі проти Сполучених Штатів у листопаді. Ця кампанія завдала дуже невеликої шкоди і була покинута в березні 1945 року. У цей час було запущено 9000 повітряних куль, але лише 285 досягли континентальної території США.
Наступні рейди проти Японії не були успішними. XXI Bomber Command тричі напало на Токіо між 27 листопада та 3 грудня; два рейди, спрямовані на авіаційний завод Мусашино, а інші використовували запальні бомби типу M-69 для бомбардування промислової зони. Напади на авіаційний завод 27 листопада та 3 грудня спричинили лише невелику шкоду, оскільки сильний вітер та хмарний покрив перешкодили точному обстрілу. Бомбардування запальними бомбами в ніч з 29 на 30 листопада проведене 29 В-29' знищило лише 0,25 км² і вважалося штабом невдалим.
Чотири з наступних п'яти рейдів XXI Bomber Command були проведені проти Нагої. Перші два напади 13 та 18 грудня використовували тактику точних бомбардувань, і авіаційні заводи міста були пошкоджені. Третій рейд - це денна атака запальними бомбами, яка велася 100 В-29, озброєних бомбами М-69, з метою перевірки ефективності цієї зброї проти японського міста. Ганселл оскаржив цей порядок, оскільки він вважав, що точні напади почали приносити плоди і що зонне бомбардування буде контрпродуктивним, але він погодився після того, як його було запевнено, що це не є загальною зміною тактики бомбардувань. Незважаючи на ці зміни в озброєнні, рейд 22 грудня був запланований як точна атака на авіаційний завод, з лише 78 бомбардувальниками, але погана погода завадила завдати значної шкоди. 27 грудня XXI Bomber Command бомбардувало знову завод Мусашино поблизу Токіо, але не пошкодило його. 3 січня 97 B-29 провели зонне бомбардування у Нагої. Це спричинило кілька пожеж, що були швидко локалізовані.
Наприкінці грудня 1944 року Арнольд, розчарований результатами XXI Bomber Command, вирішив звільнити Ганселла з його командування та замінити його на Лемая. Крім того, віддання переваги Ганселла точному бомбардуванню вже не відповідало поглядам штабу 20-ї ВПС США, який хотів розробити зонну атаку. Через його успіх у покращенні виконання XXI Bomber Command Лемай вважався здатним вирішити проблеми XXI Bomber Command. Ганселла було поінформовано про рішення Арнольда 6 січня, але він залишився на своїй посаді до середини місяця. Протягом цього інтервалу XXI Bomber Command провело два точні бомбардування проти авіаційного заводу Мусашино поблизу Токіо та авіаційного заводу Міцубісі в Нагої 9 та 14 січня відповідно; дві операції не завдали значної шкоди. Останній напад, запланований Ганселлом, був, однак, більш успішним: ескадрилія 77 В-29 знищила завод Кавасакі поблизу Акаші в січні 1973 року. Протягом перших трьох місяців операцій XXI Bomber Command втратило в середньому 4,1 % літаків, що брали участь у рейді.
Наприкінці січня 1945 р. Японський імператорський генеральний штаб прийняв план цивільної оборони, щоб протидіяти американським рейдам. Цей план делегував відповідальність за боротьбу з пожежами квартальним радам та сусідським групам, оскільки професійним пожежникам не вистачало ресурсів. Цивільні повинні були дотримуватися блекауту з 10:00. Японські позиції на островах Бонін, як правило, були здатні повідомити про підхід бомбардувальників за годину до цього, в містах, яким загрожували напади  вмикалися сирени .
Перші напади, здійснені під керівництвом Лемая, мали змішані результати. XXI Bomber Command здійснило шість важливих місій у період з 23 по 19 лютого, що завдало невеликої шкоди, навіть якщо 4 лютого рейд із запальними бомбами проти Кобе завдав значної шкоди місту та основним заводам. Крім того, хоча вдосконалені процедури технічного обслуговування дали можливість зменшити кількість В-29, які повинні були повернутися до бази через технічні проблеми, втрати збільшилися до 5,1 % використаних літаків. З 19 лютого по 3 березня XXI Bomber Command провело низку точних бомбардувань проти японських авіаційних заводів, щоб запобігти японській авіації присвятити достатні засоби в битві за Іво Джіму. Однак ці напади були перешкоджені сильними вітрами та хмарним покривом, і пошкодження були незначними.  Атака запалювальними бомбами на Токіо 25 лютого проведена 172 B-29 вважалася успішною, оскільки вона знищила 2,5 км² міської площі. Ця атака була великим масштабним тестом з метою оцінки ефективності бомбардування запальними бомбами.
Багато факторів пояснюють погані результати кампанії точних бомбардувань XXI Bomber Command. Найголовніший — метеорологія; американські формування часто зустрічалися з сильним вітром та густим хмарним покривом, що значно знизило точність бомбардувань. Крім того, багато метеорологічних фронтів між Маріанськими островами та Японією призвели до дислокації формувань бомбардувальників та спричинили проблеми з навігацією. Ефективність також була знижена через погане обслуговування В-29 та насичення аеродромів. Ці фактори зменшили кількість літаків, доступних для операцій, та ускладнили процес ремонту бомбардувальників.

## Бомбардування запальними бомбами

### Зміна тактики
Стратеги ВПС США почали оцінювати доцільність кампанії запалювальних бомбардувань проти японських міст у 1943 році. Основні японські промислові заводи були вразливими до таких нападів, оскільки вони зосереджувалися в багатьох великих містах і велика кількість продукції виготовлялася у маленьких цехах у міських зонах. Стратеги вважали, що атаки запалювальними бомбами проти шести найбільших японських міст можуть пошкодити майже 40 % промислових комплексів і призвести до втрати 7,6 мільйонів місяців роботи. За оцінками, ці напади вбили понад 500 000 людей, зробили близько 7,75 мільйонів бездомних і призвели до евакуації 3,5 мільйонів жителів. ВПС США тестувало ефективність запалювальних бомб на будівлях японського типу на базі Егліна у Флориді та в "японському селі" на  Dugway Proving Ground. Американські солдати також планували повісити запалювальні бомби на кажанів, які були б скинуті літаками на японські міста, але проект був покинутий у 1944 році.
Враховуючи низькі результати кампанії з точного бомбардування та успіх рейду 25 лютого проти Токіо, Лемай вирішив розпочати напади запалювальними бомбами проти головних японських міст на початку березня. Це було узгоджено з директивою про націлювання Арнольда для XXI Bomber Command, що визначає, що напади на міські райони були другим пріоритетом після бомбардування авіаційних заводів. Директива також стверджувала, що запальювальні рейди слід проводити після того, як бомби M-69 були випробувані в бою і що кількість доступних В-29 була достатньою для початку інтенсивної кампанії. Лемай не домагався конкретного схвалення Арнольда перед початком своєї запалювальної бомбардувальної кампанії, щоб запобігти критиці командування ВПС США, якщо напади будуть неефективними. Начальник штабу 20-ї ВПС США, бригадний генерал Лоріс Норстад, все-таки був попереджений про зміну тактики, щоб він міг забезпечити підтримку. Щоб максимізувати ефективність бомбардувань, Лемай наказав В-29 летіти на висоті лише 1500 м та вночі; це було суттєвою зміною порівняно зі стандартною тактикою, яка полягала в польотах вдень та на великій висоті. Оскільки вночі японська винищувальна авіація була слабкою, а протиповітряний захист був менш ефективним, Лемай наказав забрати більшість оборонних гармат з B-29, щоб полегшити їх і дозволити їм взяти більше бомб. Ці зміни не були популярними серед екіпажів, які відчували себе більш захищеними, літаючи на великій висоті на борту сильно озброєних літаків.

### Березнева кампанія
Перша запалювальна атака була здійснена проти Токіо в ніч з 9 на 10 березня і була найбільш руйнівним рейдом війни. XXI Bomber Command зібрало всі свої сили, і вдень 9 березня 346 B-29 вилетіли з Маріанських островів у бік Токіо. Вони почали прибувати над місто о 14:00, вранці 10 березня 279 бомбардувальників скинули 1665 т бомб. Шторм вогню, що затопив цивільну оборону Токіо, знищив 41 км² будівель або 7 % міської площі. Японська поліція підрахувала, що загинуло 83 793 людей, 40 918 поранених та понад мільйон бездомних; за післявоєнними оцінками кількість вбитих від 80 000 до 100 000 · . Військова промисловість Токіо також значно постраждала. Японська протидія була відносно низькою; 14 B-29 були втрачені через ППО або механічні проблеми, а 42 інші були пошкоджені зенітним вогнем. Після цього нападу на Токіо японський уряд наказав евакуювати всіх учнів початкових шкіл в великих містах, а 87 % з них були взяті до сіл на початку квітня.
XXI Bomber Command запустило інші подібні рейди проти великих японських міст. 11 березня проти Нагої було відправлено 310 В-29. Бомбардування було розподілено на більшій площі, ніж проти Токіо, і напад завдав меншої шкоди. 5,3 км² міської площі все-таки були знищено, і японцям не вдалося знищити жодного бомбардувальника. Вночі з 13 на 14 березня 274 В-29 напали на Осаку і знищили 21 км² втративши два літаки. Кобе був наступною мішенню кампанії запалювальних бомбардувань, і його бомбардували в ніч з 16 на 17 березня 331 B-29. Пожежа знищила 18 км², половину території, а американці втратили лише три літаки. Нагою знову обстріляли в ніч з 18 на 19 березня та 7,6 км² були знищені. Лише один літак був збитий під час рейду, і всі його члени екіпажу були врятовані після того, як літак приземлився в морі. Ця атака ознаменувала кінець першої кампанії запалювальних бомбардувань, оскільки XXI Bomber Command використало всі свої бомби. Точне нічне бомбардування було розпочате проти заводу двигунів для літаків Мітсубісі в ніч з 23 на 24 березня, але результатів не було, а п'ять із 252 літаків були збиті. B-29 також почали кидати пропагандистські листівки, які закликали японських цивільних повалити свій уряд або зазнати великих руйнувань.
ВПС США підрахували, що кампанія запалювальних бомбардувань була великим успіхом і зазначили, що американські втрати під час цих нападів були значно нижчими, ніж ті, що під час точних бомбардувань. Joint Target Group (JTG), яка була організацією, відповідальною за розробку повітряних стратегій проти Японії, розробила плани для двоступеневої кампанії проти 22 японських міст. Тим не менш, JTG рекомендувала, щоб точні бомбардування проти основних промислових цілей продовжувались паралельно. Якщо ця кампанія була розроблена для підготовки до вторгнення союзників до Японії, Лемай та деякі члени штабу Арнольда вважали, що вона сама по собі може змусити Японію здатися · .
Березнева кампанія продемонструвала нездатність японських солдатів захистити повітряний простір країни. Окрім пошкоджень у постраждалих містах, напади також збільшували прогули, оскільки мирні жителі боялися залишати свої будинки і йти на фабрики, які могли бомбардуватися. Повітряна оборона була посилена, але залишалася неадаптованою; лише 450 винищувачівців було призначено для оборонних місій в квітні.

### Знищення основних японських міст
Початок нової кампанії запалювальних бомбардувань затримався, оскільки з кінця березня до середині травня XXI Bomber Command було використано для бомбардування повітряних баз на півдні Японії на підтримку вторгнення в Окінаву, острова, розташованого на південь від Японського архіпелагу. До висадки 1 квітня XXI Bomber Command атакувало аеродроми у Оіта та Ташіарай, а також авіаційний завод в Омура 27 березня та бомбардувало знову Оіта та Ташіарай. Під час цих рейдів не було втрачено жодного В-29. З 6 квітня японці розпочали великі масштабні атаки камікадзе проти флоту вторгнення союзників. У відповідь XXI Bomber Command провело важливі рейди проти повітряних баз Кюсю 8 та 16 квітня, навіть якщо перша з цих атак була націлена проти житлових районів Кагосіми, оскільки аеродроми були приховані хмарами. З 17 квітня по 11 травня, коли B-29 були звільнені з інших своїх завдань, поблизу трьох чвертей воєнних зусиль XXI Bomber Command були спрямовані на атаку цілей для прямої підтримки битви при Окінаві; сюди входять 2104 вильоти проти 17 повітряних баз. 24 B-29 були знищені, а 233 інші пошкоджені під час цих рейдів, які не дозволили повністю видалити камікадзе з цих аеродромів · .
Японські міста мало атакувалися під час битви за Окінаву. 1 квітня точне бомбардування 121 В-29 було проведене по авіаційному заводі Накаджима в Токіо, а три схожих рейди мали місце в ніч на 3 квітня на заводи двигунів у Шизуоці, Коізумі та Тахікаві. Ці рейди були неефективними, оскільки XXI Bomber Command не мало спеціалізованого обладнання, що дозволило б точно бити по цілях під час нічних атак. Невеликі формування B-29 напали на Токіо та сусіднє місто Кавасакі 4 квітня. 7 квітня було розпочато два великих масштабних точних бомбардування проти авіаційних заводів у Токіо та Нагої, і вони виконали свої цілі. Рейд проти Токіо був першим, в якому бомбардувальників супроводжували винищувачі з великим радіусом дії P-51 Mustang з VII Fighter Command, що базувалися в Іво-Джімі; американці заявляли про знищення 101 японських літаків та втрату двох Р-51 та семи В-29 · . 12 квітня 120 B-29 бомбили три авіаційні заводи; під час цієї операції 73-ї бомбардувальна ескадрилья завдала великої шкоди авіаційному заводу Мусашино і зіткнулася з 185 японськими винищувачами, не втративши жодного літака ·  · . Лемай відновив нічні запалювальні бомбардування 13 квітня, коли 327 В-29 напали на арсенал району Токіо і знищили 30 км², включаючи кілька заводів озброєння. 15 квітня 303 B-29 бомбардували регіон Токіо і зруйнували 16 км² у Токіо, 9,3 км² в Кавасакі та 3,9 км² в Йокогамі втративши 12 бомбардувальників · . 24 квітня завод двигунів літаків Ташікава в Яматo поблизу Токіо був знищений 131 B-29. Напад на повітряний арсенал у Ташікаві через шість днів було скасовано через хмарність, а деякі бомбардувальники напали на місто Хамамацу. 5 травня було проведено ще одне точне бомбардування проти заводу Хіро в Курі, який був значною мірою пошкоджений. Через п’ять днів B-29 бомбардували склади палива в Івакуні, Ошімі та Тоямі. 11 травня невелике формування B-29 знищило завод фюзеляжів у Конані. XXI Bomber Command досягло своєї максимальної сили у квітні, коли на Маріанські острови прибули 58-а та 315-а бомбардувальні ескадрилії; у той час підрозділ включав п'ять ескадрилій, що об'єднували загалом 1002 B-29 і був найпотужнішим повітряним підрозділом у світі · .
Після закінчення кампанії за Окінаву наприкінці травня XXI Bomber Command розпочало інтенсивну кампанію запалювальних бомбардувань проти головних японських міст. 472 B-29 атакували Нагою 13 травня і знищили 8,2 км² міста. Японська оборона знищила два В-29 і пошкодила 64 інших; вісім інших були втрачені з інших причин. Американці заявляли про "певне" знищення 18 японських винищувачів, "ймовірне" знищення 30 інших та пошкодження 16 японських літаків. На Нагою знову напали 457 В-29 в ніч на 16 травня, а пожежа, яка була наслідком знищила 9,9 км². Японські захисні сили були значно слабшими вночі, а три літаки були  втрачені через механічні проблеми. Два рейди на Нагою вбили 3866 людей і зробили 472 701 бездомними. 19 травня неефективне точне бомбардування було проведене 318 B-29 проти авіаційного заводу Ташікави. XXI Bomber Command запустило нові запалювальні атаки у великих масштабах проти Токіо вночі 23 та 25 травня. Першої ночі, 520 В-29, розгромили 14 км² на південь від Токіо та знищили 17 літаків та пошкодили 69 інших. Під час другої атаки 502 В-29 знищили 44 км² в центрі міста, включаючи багато міністерств та значну частину Імператорського палацу Токіо; екіпажам було наказано не цілитися в палац, оскільки уряд США не хотів ризикувати вбити імператора Хірохіто. Японські захисні сили були відносно ефективними, а 26 В-29 були збиті, а 100 інших пошкоджені. Наприкінці цих рейдів 50,8 % міської поверхні Токіо було знищено, а місто було вилучено зі списку цілей XXI Bomber Command. Останнім великим рейдом у травні було запалювальне бомбардування проти Йокогами 29 травня проведене 517 В-29, яких супроводжували 101 P-51. Формування було перехоплено 150 винищувачами A6M Zero, і під час протистояння, що послідувало, п'ять В-29 були збиті та 175 інших пошкоджені. Американські пілоти заявили про  "певне" збиття 26 і "ймовірне" збиття 23 літаків самі ж втратили 3 винищувачі. 454 B-29, який досягли Йокогами, бомбардували центр міста та знищили 18 км². Загалом бомбардування в травні знищили 240 км², що становить 13 % японської урбанізованої території. Міністр внутрішніх справ Японії, Івао Ямазакі, зробив висновок після цих рейдів, що японські системи цивільної оборони були "марними".
Кампанія запалювальних бомбардувань проти великих міст закінчилася в червні. 1 червня 521 B-29 та 148 P-51 провели денний рейд проти Осаки. По дорозі до міста Р-51 перетнули густі хмари, і 27 винищувачів були знищені під час зіткнень. Тим не менш, над місто прибули 458 B-29 та 27 P-51, а в бомбардуваннях загинули 3960 людей і знищено 8,2 км². 5 червня 473 B-29 атакували Кобе вдень і знищили 11,3 км² втративши 11 бомбардувальників. Формування 409 B-29 бомбардувало знову Осаку 7 червня; американці не втратили жодного літака, а 5,7 км² були знищені. Осака бомбардувалася втретє за місяць, коли 444 B-29 знищили 15 червня 4,9 км² міста та 1,5 км² Амагасакі поблизу. Ця атака ознаменувала кінець першої фази бомбардувальної кампанії японських міст XXI Bomber Command. У травні та червні бомбардувальники знищили більшість із шести найбільших міст країни, загинуло від 112 000 до 126 762 людей і мільйони стали бездомними. Велике руйнування та великі втрати заставили багатьох японців зрозуміти, що військові вже не в змозі захистити японський архіпелаг. Під час цієї кампанії американські втрати обмежились знищенням 136 В-29 ·  · .

## Атаки на маленькі міста
У середині червня Арнольд відправився до штабу Лемая в Сайпані. Під час цього візиту він схвалив пропозицію XXI Bomber Command напасти на 25 менших міст, населення яких було від 62 280 до 323 000 жителів, здійснюючи точні бомбардування проти важливих цілей. Це рішення було прийняте, незважаючи на рекомендації United States Strategic Bombing Survey (USSBS), яка оцінила ефективність стратегічних бомбардувань в Німеччині. Напади мали за ціль японську транспортну мережу, щоб заблокувати рух товарів та продуктів харчування. План Лемая включав точні атаки на промислові центри, коли небо над Японією було чистим, і запалювальні атаки, керовані радарами протягом захмарених днів. Оскільки міста та промислові зони були відносно невеликими, групи B-29 були надіслані проти декількох цілей. Ця політика націлювання, яка називається "план Імперії", залишалася в силі до кінця війни..
П'ять точних бомбардувань були проведені в рамках плану Імперії. 9 червня дві групи В-29 бомбили авіаційний завод в Нарао, а два інших формування атакували завод в Асуті-Ку; дві установки були серйозно пошкоджені. Група B-29 також намагалася бомбардувати завод Кавасакі в Акаші, але бомби випадково впали на сусіднє село. Наступного дня бомбардувальники супроводжувані 107 P-51, знищили шість заводів у регіоні затоки Токіо. 22 червня 382 B-29 атакували шість цілей у Курі, Какамігахарі, Хімеджі, Мізусімі та Акаші на півдні острова Хонсю. Більшість установок були серйозно пошкоджені. Через чотири дні 510 B-29 супроводжувані 148 P-51, були відправлені проти дев'яти заводів на півдні від Хонсю та в Шикоку. Густі хмари підштовхнули багато бомбардувальників до нападу на цілі окремо або в малих групах, і обладнання булио відносно непошкодженим. Хмарний покрив перешкоджав іншим точним бомбардуванням до 24 липня, коли 625 B-29 були відправлені проти семи цілей поблизу Нагої та Осаки. Чотири з атакованих заводів були сильно пошкоджені. Повернення хмар запобігло новим точним атакам в останні тижні війни.
XXI Bomber Command розпочало свої запалювальні рейди проти малих міст 17 червня. Тієї ночі Хамамацу, Кагосіма, Омута, Йокаіші, всі були атаковані ескадрилією В-29, яка використовувала ті самі методи, що використовувались проти великих міст. З 477 використаних B-29 456 досягли своєї цілі, а Хамамацу, Кагосіма, Йокаіші зазнали величезних руйнувань; всього 15,73 км² міських районів було знищено. Міста були майже беззахисними, і жоден B-29 не був втрачений внаслідок японських дій · . Операція була визнана успішною, і вона послужила моделлю для запалювальних атак XXI Bomber Command до кінця війни. Поки кампанія тривала, і найважливіші міста були знищені, бомбардувальники були відправлені проти міст, що мали невелике значення. Чотири міста були атаковані протягом ночей рейду, кожна ескадрилією бомбардувальників. Однак операції по дві ескадрилії були проведені проти Фукуоки 19 червня, і Омути 26 липня. До кінця війни було здійснено шістнадцять множинних запалювальних атак (в середньому дві на тиждень), які мали ціллю 58 міст. Запалювальні рейди були узгоджені з точними атаками протягом останніх тижнів війни, щоб спробувати примусити Японію до капітуляції. Оскільки маленькі міста не захищалися ППО, а японська винищувальна авіація була повністю перевершена, під час цієї кампанії було знищено лише один В-29; 66 були пошкоджені та 18 розбилися внаслідок аварій.
Кампанія запалювальних бомбардувань проти малих міст тривала в червні та липні. Вночі 19 червня B-29 націлилися на Фукуоку, Шізуоку та Тойоаші. 28 червня були атаковані Моджі, Нобеока, Окаяма та Сасбо. Кумамото, Куре, Шимонесекі та Убе бомбардувалися 1 липня. Через дві ночі бомбардувалися Хімеджі, Коші, Такамацу та Токусіма. 6 липня бомбардувалися Акаші, Шіба, Кофу та Шимізу-ку. Гіфу, Сакай, Сендай та Вакаяма бомбардувалися 9 липня. Через три ночі B-29 бомбардували Ішіномію, Цуругу, Уцуномію та Уваджиму. 16 липня атакували Хірацукау, Кувану, Намазу та Оіту. Шоші, Фукуї, Хіташі, Оказакі були атаковані 19 липня. Після перерви приблизно на тиждень Мацуяма, Смута та Токуяма були атаковані 26 липня .
XXI Bomber Command також провело велику пропагандистську кампанію паралельно з його запалювальними бомбардуваннями. За підрахунками, B-29 скинули 10 мільйонів листівок у травні, 20 мільйонів у червні та 30 мільйонів у липні. Японський уряд застосовував суворе покарання проти цивільних, які зберігали копії цих брошур. Вночі з 27 на 28 липня шість В-29 скинули листівки над 11 японськими містами, попереджаючи, що вони незабаром будуть атаковані; це мало на меті послабити мораль японських мирних жителів та переконати їх у тому, що Сполучені Штати прагнули зменшити цивільні втрати. Шість із цих міст (Аоморі, Ішіномія, Цу, Уджі-Ямада, Огакі та Уваджіма) були атаковані 28 липня. Жоден В-29 не був втрачений під час рейдів проти цих міст, але шість були пошкоджені нападами від 40 до 50 винищувачів, а п'ять інших постраждали від ППО.
Серпень 1945 року розпочався з ще більшої кампанії проти японських міст. 1 серпня 836 B-29 брали участь у найбільшому рейді Другої світової війни. 6145 т бомб були скинуті на Хашіоджі, Міто, Нагаоку та Тойаму; всі вони були сильно пошкоджені, а 99,5 % будівель Тоями були знищені · . Міста Імабарі, Маебаші, Нішиномія та Сага були атаковані 5 серпня. Цим рейдам також передували скидання листівок та радіотрансляції з Сайпана, що попереджали, що міста будуть атаковані.
З кінця червня 315-ї бомбардувальна ескадрилія провела низку точних бомбардувань проти японської нафтової промисловості, незалежно від нічних запалювальних рейдів та точних атак у денний час. B-29 ескадрилії були обладнані радарами AN/APQ-7, що дозволяли точні нічні бомбардування.  315-а прибула на Маріанські острови у квітні 1945 року, провела навчальні місії, перш ніж здійснити свою першу атаку на нафтопереробний завод Утсубе в Йокаіші в ніч на 26 червня. 30 бомбардувальників (із 38 задіяних) пошкодили або знищили 30 % обладнання. Наступна атака мала ціллю нафтопереробний завод у Кудамацу через три ночі, а в ніч на 2 липня бомбардувався нафтопереробний завод Аріди. У ніч з 6 на 7 липня 315-а бомбардувальна ескадрилія знищила нафтопереробний завод Марузен поблизу Осаки, а через три ночі вона завершила руйнування нафтопереробного заводу Уцубе. Ескадрилія здійснила 15 операцій проти японських нафтових установок до кінця війни. Під час цих нападів вона знищила шість з дев'яти цілей і втратила лише чотири В-29. Тим не менш, оскільки в Японії більше не було сирої нафти для дистиляції через військово-морську блокаду союзників, ці набіги мали невеликий вплив на хід війни.
У середині липня стратегічні сили ВПС США в Тихому океані були реорганізовані. 16 липня XXI Bomber Command було переформоване в 20-у ВПС США, а Лемай її очолив. Через два дні стратегічні повітряні сили США в Тихому океані (USASTAF) були створені в Гуамі під командуванням генерала Карла А. Спаатца. Роль USASTAF полягала в тому, щоб командувати 20-ю ВПС США, а також 8-ю ВПС США, яка була перерозподілена з Європи в Окінаву. Останньою командував Джеймс Дулітл (який був підвищений до звання генерала) вона була екіпірована B-29. Tiger Force, включали британські, австралійські, канадські та новозеландські ескадрилії, що працювали з Окінави, також були розміщені під командуванням USASTAF, коли вона прибула в регіон влітку 1945 · .

## Операція Starvation
З середини 1944 року ВМС США чинить тиск, щоб B-29 використовувались для скидання морських мін у японських водах, щоб зміцнити блокаду країни. Арнольд та його штаб не дуже захоплені тим, що потрібно було відривати багато В-29, що не брали участі у точних бомбардуваннях. У відповідь на неодноразові запити ВМС, Арнольд вирішив у середині листопада 1944 року розпочати операції мінування, коли були доступні достатньо літаків. У січні 1945 р. Лемай вибрав 313-ту бомбардувальну ескадрилію, щоб та стала підрозділом 20-ї ВПС США, що спеціалізується на мінуванні, і ВМС надали допомогу в навчанні та логістиці. Лемай назвав кампанію операція Starvation (Голодування). Оскільки Сполучені Штати мало використовували міни до цього часу, японські солдати мало цікавилися своїм флотом тральщиків. Отже, SAMIJ був спійманий зненацька великим наступом ВПС США.
313-а бомбардувальна ескадрилія провела свою першу операцію мінування в ніч з 27 по 28 березня, скинувши міни в протоці Каммон, щоб запобігти японським військовим кораблям скористатися цим проходом для нападу на флот американського вторгнення в Окінаві. Операції мінування були перервані у квітні, оскільки ескадрилія була призначена для підтримки місій кампанії Окінави та брала участь у звичайних бомбардувальних операціях. Вона відновила свої місії в травні, коли вона мінувала порти та інші точки в Хонсю та Кюсю. Таким чином створені мінні поля поставили в невигідне положення японську прибережну навігацію.
Лемай збільшив кількість операцій мінування у червні, а 505-а бомбардувальна група приєдналася до 313-ї бомбардувальної ескадрилії. У відповідь на цей наступ, японці значно зміцнили особовий склад флоту тральщиків до 349 кораблів та 20 000 чоловіків та розгорнули нові зенітні гармати в протоці Каммон. Японцям вдалося очистити певні мінні поля та знищити B-29, але більшість великих японських портів, включаючи Токіо, Йокогаму та Нагою, були повністю заблоковані. Протягом останніх тижнів війни B-29 продовжували скидати велику кількість мін на японські узбережжя, а кампанія була поширена до корейських вод. 313-а бомбардувальна ескадрилія втратила лише 16 В-29 під час мінувальних операцій. Загалом міни, скинуті з B-29, потопили 293 кораблі або 9,3 % усіх японських комерційних кораблів, зруйнованих під час Тихоокеанської війни, та 60 % військово-морського руйнування між квітнем та серпнем 1945 року. Після війни USSBS вважала, що 20-а ВПС США повинна була більше зосередитися на знищенні японської морської торгівлі, враховуючи ефективність цих атак.

## Атаки воєнно-морської авіації
Військово-морський флот США провів свою першу атаку на японський архіпелаг в середині лютого 1945 року.  Основною метою було знищення японських літаків, які могли загрожувати американським силам, що брали участь у висадці в Іво-Джімі 19 лютого, і операцію здійснила Task Force 58 (TF 58). Ця Task Force ("операційна сила") була головною військово-морською силою в Тихому океані, і вона включала 11 важких авіаносців, п’ять легких авіаносців та велику кількість кораблів супроводу. TF 58 наблизилась до Японії, не будучи виявлена, і напала на повітряні бази та авіаційні заводи регіону Токіо 16 та 17 лютого. Пілоти воєнно-морської авіації заявляли про знищення 341 японських літаків в повітрі та 160 інших на землі, втративши 60 літаків у бою та 28 інших у аваріях. У бухті Токіо також атакували та потопили кілька кораблів. Справжні японські втрати під час цієї операції, однак, невизначені; імперський штаб допускає, що втратив 78 літаків в повітряному бою, але не дає інформації про кількість літаків, зруйнованих на землі. Кораблі TF 58 не були атаковані під час їх проходу в японських водах, і 18 лютого вона відплила на південь, щоб підтримати висадку в Іво Джімі. TF 58 передбачала другий рейд проти Токіо 25 лютого, але ця операція була скасована через негоду. Американські кораблі взяли курс на південь і напали на Окінаву 1 березня.
TF 58 відновила свої напади проти Японії в середині травня, коли вона провела низку рейдів, призначених для знищення японських літаків, розташованих в межах досяжності Окінави в очікуванні висадки. 18 березня американська палубна авіація напала на повітряні бази та військові споруди на острові Кюсю. Наступного дня вона напала на японські кораблі заякорені у Куре та Кобе, і пошкодила лінкор Ямато та авіаносець Амагі. Японці відповіли звичайними атаками та камікадзе, що спричинили легку шкоду трьом авіаносцям 18 березня та сильно пошкодили USS Franklin наступного дня. 20 березня TF 58 вирушила на південь, але продовжувала вести рейди на японські повітряні бази. Під час атак 18 і 19 березня американські авіатори заявляли про знищення 223 японських літаків у повітрі та 250 на землі, за даними японців, 161 з їх 191 задіяних літаків було знищено, але вони не уточняли, число літаків знищених на землі. З 23 березня TF 58 здійснила кілька нападів проти Окінави, навіть якщо її літаки продовжили рейди проти Кюсю. Після висадки 1 квітня TF 58 запропонувала повітряне прикриття флоту Окінави, продовжуючи патрулювання над Кюсю. Намагаючись усунути великі масштабні рейди камікадзе проти союзних кораблів, TF 58 вдарила по повітряних базах Кюсю та Шикоку 12 та 13 травня. 27 травня адмірал Вільям Халсі замінив адмірала Реймонда А. Спранса на посаді командувача П'ятого флоту (перейменованого на Третій флот). TF 58, перейменована на TF 38, продовжила свою діяльність в Окінаві до початку червня та 2 і 3 червня, вона провела напади на повітряні бази Кюсю. 8 червня було проведено ще один рейд проти цих аеродромів; через два дні TF 38 покинула японські води на період відпочинку в Лейті на Філіппінах.
1 липня TF 38 залишила Лейте, щоб напасти на японський архіпелаг. У той час TF включала дев'ять важких авіаносців, шість авіаносців та їх кораблі підтримки. 10 липня літаки TF провели рейди проти повітряних баз у токійському регіоні та знищили кілька літаків на землі. Жоден японський літак не був перехоплений у польоті, оскільки їх утримували в резерві для великого наступу камікадзе проти флоту союзників · .
Після цього рейду TF 38 взяла курс на північ і провела велику атаку на Хоккайдо та на півночі Хонсю 14 липня. Ці удари продовжилися наступного дня і дали можливість знищити вісім з дванадцяти залізничних барж, що перевозили вугілля Хоккайдо до Хонсю та пошкодили чотири інших. Багато інших кораблів були знищені, включаючи 70 з 272 маленьких кораблів, що перевозили вугілля між двома островами. Жоден японський літак не протистояв цьому нападу, навіть якщо 25 були знищені на землі. Втрата барж зменшила кількість переданого вугілля з Хоккайдо до Хонсю на 80 %, що поставило в невигідне положення промислове виробництво. За два дні було затоплено 140 кораблів загальною вагою 71 тис. тонн; ще 293, загальною вагою 88 000 тонн, пошкоджено. Ця операція була названа найефективнішою стратегічною атакою Тихоокеанської війни. Лінкори та крейсери TF 38 також почали бомбардування промислових об’єктів 14 липня, і ці атаки тривали до кінця війни.
Після рейдів на Хоккайдо та північну частину Кюсю TF 38 відпливла на південь, де була підкріплена Британським Тихоокеанським флотом, названим Task Force 37, до складу якої входили чотири важкі авіаносці · . Атаки 17 липня в районі Токіо були ускладнені поганою погодою, але наступного дня авіація флоту атакувала військово-морську базу Йокосуки, де пошкодила лінкор «Нагато» і потопила ще чотири кораблі · . 24, 25 і 28 липня союзники бомбардували гавань Куре і внутрішнє море Сето і потопили авіаносець, а також три лінкори, два важких крейсера, легкий крейсер і кілька інших військових кораблів. Ескадрилія 79 ВПС США B-24 Liberators, що базувалися на Окінаві, брала участь в атаці 28 липня. Втрати союзників під час цієї операції все ж були великими, оскільки було збито 126 літаків. 29 і 30 липня палубні літаки атакували Майдзуру, де вони потопили три невеликі військові кораблі та 12 торговельних суден, перш ніж вирушити на схід, щоб уникнути тайфуну та поповнити запаси. Наступні атаки на Японію відбулися 9 і 10 серпня проти скупчення японської авіації на півночі Хонсю, оскільки розвідка союзників вважала, що вона може бути використана для нападу на бази B-29 на Маріанських островах. Авіатори заявили про знищення 251 літака під час атаки 9 серпня та пошкодження ще 141 літака. 13 серпня літаки TF 38 знову атакували район Токіо і повідомили про знищення 254 японських літаків на землі та 18 у повітрі. Ще один наліт на Токіо було здійснено вранці 15 серпня, і 103 літаки першої хвилі бомбардували свої цілі. Друга хвиля була скасована оголошенням капітуляції Японії. Декілька японських літаків було збито пізніше того ж дня під час спроби атакувати кораблі союзного флоту · .

## Рейди з Іводзіми та Окінави
P-51 Mustangs VII Fighter Command, дислоковані на Іводзімі з березня 1945 року, спочатку використовувалися для супроводу B-29. Вони також здійснили серію самостійних ударів по наземних цілях. Перша з цих операцій відбулася 16 квітня, коли 57 P-51 обстріляли авіабазу Каноя в Кюсю. Під час операцій з 26 квітня по 22 червня американські пілоти взяли на себе відповідальність за знищення 64 японських літаків і пошкодження 180 інших на землі, а десять інших були збиті в польоті; ці результати були нижчими, ніж очікувалося, і рейди вважалися безрезультатними. ВПС США втратили 18 P-51, сім з яких потрапили в аварії.
Через відсутність японської протидії бомбардуванням VII Fighter Command почала виконувати лише наземні ударні місії, починаючи з липня. Ці рейди, як правило, проводилися проти авіабаз, щоб знищити літаки, які зберігалися в резерві в очікуванні вторгнення союзників. Хоча P-51 іноді стикалися з японськими літаками під час польоту, аеродроми в основному захищалися зенітними гарматами та загороджувальними кулями. До кінця війни VII Fighter Command здійснила 51 наземну атаку, 41 з яких була визнана успішною. Пілоти стверджували, що знищили 1062 літаки та 254 кораблі, а також велику кількість будівель і залізничного рухомого складу. Американці втратили 91 пілота і 157 P-51..
З травня 1945 року літаки 5-ї та 7-ї ВПС США, згруповані в Далекосхідних ВПС (FEAF), також атакували цілі на Кюсю та західному Хонсю зі своїх баз на Окінаві та на островах Рюкю. Ці рейди були підготовкою до вторгнення в Японію. Починаючи з 17 травня, винищувачі P-47 Thunderbolt почали проводити часті денні та нічні рейди над Кюсю, щоб перешкодити японським авіачастинам на острові. Спочатку японці намагалися зберегти контроль над небом, відправляючи винищувачі для перехоплення американських літаків, але потім японські літаки залишили в резерві для подальших операцій. З 1 по 13 липня американці здійснили 286 вильотів на Кюсю, не зазнавши втрат. Оскільки протидії з повітря не було, американські літаки використовувалися для знищення транспортних засобів і об’єктів,  включаючи принаймні два обстріли груп цивільних осіб.
Напади на авіабази та транспортну інфраструктуру на півдні Японії тривали до кінця війни. На цей час бомбардувальники 5-ї і 7-ї ВПС США здійснили 138 і 784 вильоти відповідно. Винищувачі та бомбардувальники атакували автомобільні та залізничні мости, а місто Кагосіма часто бомбили. B-24 7-ї ВПС США бомбардували залізничні термінали порту Нагасакі 31 липня та 1 серпня. Хоча ці рейди були зосереджені на тактичних цілях, авіація на Окінаві здійснила кілька стратегічних атак проти промислових комплексів, таких як знищення заводу зі зрідження вугілля в Омуті 7 серпня. Бомбардувальники також здійснили запалювальні бомбардування Тарумізу 5 серпня, Кумамото 10 серпня та Куруме наступного дня. 12 серпня FEAF здійснили останні вильоти проти Японії; літаки, які були розгорнуті 14 серпня, були відкликані, коли вони летіли до своїх цілей. Загалом два підрозділи ВПС США здійснили 6435 нальотів на цілі в Кюсю в липні та серпні 1945 року і втратили лише 43 літаки через ППО та японські винищувачі.

## Японська військова відповідь

### Повітряний захист
Японський повітряний захист не зміг протистояти атакам союзників. Враховуючи невеликий радіус дії радарів та атаки союзників на вартові кораблі, японці, як правило, мали лише одну годину, щоб реагувати, після того як B-29 були помічені. Японські служби радіоелектронної розвідки могли запропонувати раннє сповіщення, прослуховуючи зв'язки радіостанцій бомбардувальників, але не могли передбачити їх ціль. Отже, винищувальні підрозділи не встигали злетіти у надзвичайних ситуаціях і досягти висоти польоту В-29 до того, як останні вже були над їх ціллю. Крім того, американські бомбардувальники були швидшими на великій висоті, ніж більшість японських винищувачів. З серпня 1944 р. японські літаки здійснювали добровільне зіткнення з В-29, і в жовтні було створено кілька спеціалізованих підрозділів камікадзе; наприкінці війни ці тактики знищили дев'ять В-29 і пошкодили 13 інших, втративши 21 винищувач. Японські підрозділи ППО були підкріплені в листопаді 1944 року впровадженням гармат Type 10 120 мм на додаток до неефективних гармат 75 та 80 мм.
Повітряні бої були більш численними наприкінці 1944 року та на початку 1945 року. Після перших рейдів проти Токіо, кількість літаків призначених для повітряної оборони значно зросла і всі 120 мм гармати були використані для захисту столиці. Винищувачі, відповідальні за захист основних промислових зон, часто перехоплювали американські рейди в період з 24 листопада 1944 р. до 25 лютого 1945 р. та заподіяли серйозні втрати за цей період. Кількість наявних винищувачів зменшилася з лютого 1945 р. Відсутність координації між SAAIJ та SAMIJ продовжувала перешкоджати японській повітряній обороні протягом цього періоду. Американці мали менше втрат під час нічних бомбардувань, проведених з березня 1945 р. до кінця війни.
Винищувальна авіація, що захищала архіпелаг Японії, складалася на початку березня 1945 р. з 635 винищувачів сухопутної армії та імператорського флоту одномоторних Kawasaki Ki-61 Hien, Nakajima Ki-84 та Kawasaki Ki-100, двомоторних Kawasaki Ki-45 та Nakajima J1N1 останні, оснащені радарами FD-2. Зіткнувшись зі значними втратами, тренування пілотів сильно прискорюється, і триває лише кілька місяців, 60 % пілотів на цю дату - клас С (молоді люди без жодної важливості), 25 % класу В (підтверджені пілоти без будь-якого досвіду бою) та 15 % класу А (підтверджені пілоти, що мають досвід бою).
Протидія рейдам сильно знизилася з квітня 1945 року. 15 квітня підрозділи ППО SAAIJ та SAMIJ були згруповані під одним командуванням, коли загальна повітряна армія була сформована під командуванням генерала Масаказу Кавабе; у той час ефективність японської винищувальної авіації значно погіршилася через великі втрати. Оскільки японські пілоти та літаки не змогли зрівнятися з P-51, розгорнутими для супроводу В-29, японські солдати вирішили у квітні припинити бої і поставити літаки в резерв в очікуванні вторгнення союзників. Таким чином, більшість союзних рейдів не були перехоплені японськими винищувачами. Ефективність ППО була сильно знижена, оскільки крах економіки призвів до серйозної нестачі боєприпасів. Крім того, оскільки зенітні гармати в основному розміщувались поблизу основних промислових зон, більшість рейдів проти малих міст проводилися без протидії. Імперський штаб вирішив відновити напади на бомбардувальники союзників наприкінці червня, але відсутність наявних літаків заважала цій зміні тактики мати найменший ефект. Кількість винищувачів, призначених загальній повітряній армії, досягла свого максимуму в червні та липні 1945 року з 500 літаками, але більшість підрозділів першої лінії мали мало літаків . Протягом останніх тижнів війни B-29 змогли діяти майже безкарно через слабкі сторони японської оборони; пізніше Лемай вважав, що у цей період "безпечніше проводити бойову місію над Японією, ніж здійснювати навчальний політ у Сполучених Штатах".
Загалом, японські винищувачі збили 74 В-29, ППО знищила 54 та 19 інших були втрачені через поєднання двох факторів. SAAIJ та SAMIJ втратили 1450 літаків в бою та 2750 через інші причини.

### Ставлення до військовополонених
До більшості пілотів союзників, захоплених після знищення їх літаків, ставилися погано. 8 вересня 1944 року Японський кабінет заявив, що сліпі бомбардування є військовим злочином. Отже, захоплених авіаторів судили та іноді страчували. Кількість страт залежала від військового округу. Якщо в районі Тубу (до якого входив Токіо) не було страчено жодного авіатора, полонених у районах Токаї, Чубу та Сейбу, іноді вбивали після короткого судового розгляду або страчували нашвидку кемпентаєм ("військова поліція") . Пілоти також лінчувалися японськими цивільними до того, як їх заарештовували японські солдати. Окрім страт, більшість екіпажів B-29 жорстоко допитувалися кемпентаєм.
З приблизно 545 американських авіаторів, захоплених в японському архіпелазі (за винятком Курильських та Бонінських островів), 132 були страчені, а 29 були лінчовані цивільними. 94 померли від різних причин під час ув'язнення, у тому числі 52 під час рейду на Токіо в ніч з 25 на 26 травня · . Шість вцілілих з В-29, збитого 5 травня, стали предметом вівісекції в університеті Кюсю. Більшість японців, відповідальних за смерть американських авіаторів, судили під час судового розгляду в Йокогамі після війни. Кількох засудили до смертної кари, а інші були ув'язнені.

## Атомні бомбардування і останні атаки
Хіросіма була атакована 6 серпня. О 8:15 ранку за місцевим часом, B-29 Enola Gay, пілотований Тіббетом, скинув атомну бомбу "Little Boy" над центром міста.
Друге атомне бомбардування відбулося 9 серпня 1945 року. Залишивши Тініан, бомбардувальник B-29 Bockscar спочатку мав скинути бомбу "Fat Man" на місто Кокура, але його пілот, Чарльз Суїні, вирішив скинути бомбу на вторинну ціль Нагасакі через хмарний покрив над містом.
Повоєнні оцінки японських втрат коливаються від 66 000 до 80 000 загиблих і від 69 000 до 151 000 поранених. Десятки тисяч інших померли від радіації та поранень спричинених радіацією; за підрахунками, 140 000 людей загинули через атомну бомбу наприкінці 1945 року. Найвищі оцінки оцінюють кількість мертвих у 230 000 · . З тих, хто вижив, 171 000 залишилися без житла.
Офіційні японські показники, представлені наприкінці 1990-х, стверджують, що загальна кількість смертей від цієї атаки перевищує 100 000.
У відповідь на атомні вибухи та радянське вторгнення японський уряд розпочав 10 серпня переговори, щоб домовитись про умови капітуляції з союзниками.
У цей період напади B-29 були обмежені рейдом проти нафтових установок в ніч з 9 на 10 серпня та точним бомбардуванням по Токійському заводу 10 серпня. Наступного дня Труман наказав зупинити бомбардування, оскільки їх можна трактувати як знак того, що мирні переговори провалилися. 11 серпня Спаатц видав нову директиву, що посилює пріоритет, що надається руйнуванню транспортної інфраструктури із бомбардуваннями міст у разі відновлення нападів.
13 серпня B-29 скинули екземпляри умовної капітуляції японського уряду над японськими містами. Переговори, здавалося, зазнали невдачі, і 14 серпня Спаатц отримав наказ відновити кампанію бомбардувань. Арнольд запитав найширшу атаку і сподівався, що USASTAF може відправити 1000 літаків проти Токіо та інших японських міст. Насправді 828 B-29 супроводжуваних 186 винищувачами (загалом 1014 літаків) були розгорнуті для ведення точних денних бомбардувань проти цілей в Івакуні, Осаці та Токоямі та нічних запалювальних бомбардувань проти Кумагаї та Ісесакі · . У той час як підрозділи 8-ї ВПС США, розгорнуті в Окінаві, ще не виконували місій проти Японії, Дулітл вирішив не брати участь у цій операції, оскільки він не хотів ризикувати життям своїх людей, коли війна практично закінчилася. Це були останні атаки важких бомбардувальників проти Японії, оскільки 15 серпня опівдні імператор Хірохіто оголосив по радіо, що його країна прийняла умови капітуляції.

## Післявоєнний період
Обмежені повітряні операції тривали над Японією протягом тижнів після оголошення японської капітуляції. 17 та 18 серпня розвідувальні літакиB-32 Dominators, що базувалися в Окінаві, були атаковані японськими винищувачами поблизу Токіо. З 17 серпня 20-а ВПС США відповідала за постачання таборів ув'язнених союзників в Японії, Кореї та Китаї, поки ув'язнених не було евакуйовано. Скидання продовольства розпочалися через десять днів і тривали до 20 вересня. У цей період B-29 здійснили майже 1000 вильотів і доставили майже 4500 т продовольства. Вісім літаків розбилися під час цих місій, а інший був пошкоджений радянським винищувачем над Кореєю. Спаатц наказав, щоб B-29 та винищувачі провели демонстрації сили в Токійському регіоні з 19 серпня до церемонії капітуляції, але ці операції були порушені поганою погодою та логістичними проблемами. Перші демонстрації відбулися 30 серпня одночасно з приходом генерала Дугласа Макартура та 11-ї повітряної дивізії на базу Атсугі. Подібна операція відбулася наступного дня та 2 вересня, 462 B-29, і багато палубних літаків пролетіли над флотом союзників в Токійській затоці після церемонії капітуляції, організованої на борту USS Missouri.
Авіаційні підрозділи союзників брали участь у окупації Японії після війни. Перші елементи FEAF почали прибувати до Ацугі 30 серпня, а 5-а ВПС США зосередилася на всьому японському архіпелазі у вересні та жовтні. Окрім транспортування окупаційних військ, 5-а ВПС США провела збройні патрулювання над Японією та Кореєю, а також численні розвідувальні місії. Підрозділи Королівських австралійських військово-повітряних сил, Британських ВПС, ВПС Індії, Королівських ВПС Нової Зеландії, ВМС США та Морської піхоти також були розгорнуті в Японії для окупаційних місій · . Японського опору окупації союзників не було, і кількість повітряних підрозділів, розміщених у країні, поступово зменшувалася з кінця 1945.
Японські міста знищені під час бомбардування після війни були відбудовані. Пошкодження та необхідність переміщення солдатів та цивільних, які поверталися з-за кордону, спричинили дефіцит 4,2 мільйона житлових приміщень, що в поєднанні з дефіцитом продовольства змусило багатьох цивільних жити у складних умовах. У вересні 1945 року японський уряд запропонував забезпечити будівельні матеріали для 300 000 невеликих тимчасових житлових приміщень для евакуйованих, але політики в основному зосереджувалися на тому, як запобігти поверненню мешканців до спустошених міст. Реконструкція 115 міст розпочалася в 1946 році, і робота була проведена відповідно до інструкцій, наданих японським урядом. Окупаційні органи влади союзників не були залучені до реконструкції міст, але вони дозволили роботи, незважаючи на критику, що вони були невідповідними, враховуючи статус переможеної Японії. Реквізування земель та будівель окупаційними силами та зобов'язання японського уряду надати пріоритет будівництву житла для союзних військ, проте протирічило зусиллям з реконструкції. У багатьох містах реконструкція супроводжувалася спробами вдосконалення міського упорядкування, але ефективність цих програм варіювала відповідно до міст. Загалом, більшість нових будівель мали низьку якість, а важливі проекти з оновлення міст були проведені лише після війни.

## Оцінка

### Результати
Стратегічні бомбардування Японії зробили сотні тисяч жертв, але, оцінки, сильно відрізняються.  Операції 20-ї ВПС США завдали більшість жертв та пошкоджень. Найчастіше цитовані оцінки в літературі про кампанію походять із звіту USSB, The Effects of Bombing on Health and Medical Services in Japan, в якому за підрахунками 330 000 японців загинули та 473 000 поранені. Ще один звіт USSB, The Effects of Strategic Bombing on Japanese Morale, висунув оцінку 900 000 загиблих та 1,3 мільйона поранених на основі роботи японської дослідницької групи, яка використовувала метод відбору проб. Якщо ці цифри іноді згадуються, дослідники USSBS вважали цю роботу незадовільною, і дослідники не змогли обчислити похибку цієї оцінки. Японський уряд підрахував у 1949 році, що 323 495 людей були вбиті бомбардуваннями на японському архіпелазі. Руйнування будівель, де зберігалися адміністративні дані під час рейдів, сприяли невизначеності щодо кількості жертв. 20-а ВПС США втратила 414 В-29 під час нападів проти Японії. Понад 2600 американських авіаторів загинули, у тому числі військовополонених, які загинули в неволі, а 433 інші були поранені.
Значна частина японської промисловості також була знищена бомбардуваннями. Більше 600 промислових комплексів були знищені або серйозно пошкоджені, і це призвело до сильного уповільнення виробництва. Прогули, спричинені нападами, ще більше зменшили промислові потужності. Неможливо точно визначити шкоду, завдану японській економіці шляхом бомбардувань, оскільки військово-морська блокада союзників також сприяла загальному краху, який розпочався наприкінці 1944 р. Через бомбардування транспортної інфраструктури і блокаду, поганий врожай японського рису 1945 р. призвів до серйозних дефіцитів, і недоїдання могло перетворитися на загальний голод, якби війна продовжилася. У фінансовому плані, союзна повітряна кампанія та атаки проти комерційних суден, знищили між третиною та чвертю японського багатства.
Атаки спричинили велике руйнування в японських міських районах. Близько 40 % площі 66 міст жертв зонних бомбардувань були знищені. Це призвело до втрати 2,5 мільйонів осель і склало 8,5 мільйонів бездомних. Зонні бомбардування зменшили мораль японського населення, а післявоєнні опитування, проведені USSBS, показали, що повітряні напади були найважливішим фактором японського усвідомлення того, що війна була втрачена. Протягом останніх місяців війни рейди сприяли погіршенню японської соціальної інфраструктури..
Бомбардування союзників сильно вплинули на японський уряд у його рішенні про капітуляцію. Японські лідери під час допитів зазначили, що тривалі повітряні атаки були найважливішим фактором їх рішення про припинення війни. Зокрема, прем'єр-міністр Кантар Сузукі заявив, що поєднання рейдів B-29, Потсдамської декларації та атомних бомбардувань дали уряду можливість розпочати переговори з союзниками. Імператор Хірохіто цитував шкоду, заподіяну цими нападами, неадекватні підготовки до протидії вторгненню та радянський наступ, як його виправдання щодо дозволу капітуляції. Загалом, 20-а ВПС США скинула 160 000 т бомб на японському архіпелазі, у тому числі 90 % за останні п’ять місяців війни. З цієї кількості 147 000 т були скинуті на B-29.

### Дебати про моральне обґрунтування нападів на міста
Стратегічна бомбардувальна кампанія проти Японії під час Другої світової війни була предметом багатьох дебатів. Під час війни американська громадська думка схвалила бомбардування Німеччини та Японії, а рідкісні люди, які критикували рейди, вважалися утопістами або навіть зрадниками. Члени американської адміністрації та армії, які вважали бомбардування морально неоднозначними рідко висловлювали свою думку .
Моральні міркування щодо нападів в основному зосереджені на великій кількості цивільних жертв та на спричинених руйнуваннях. З цих та інших причин британський філософ Ентоні Грейлінг дійшов висновку, що зонні бомбардування союзників проти Японії та Німеччини становлять моральні злочини. Історик Едвін П. Хойт написав у 1987 році, що японці, як правило, вважали бомбардування союзниками цивільного населення як найгіршу жорстокість війни. Також припускалося, що антияпонські почуття є фактором в акценті, який поставили ВПС США у запалювальних бомбардуваннях проти Японії, тоді як більшість рейдів проти Німеччини були точними бомбардуваннями. Історик Річард Б. Френк, однак, стверджує, що цю різницю можна пояснити еволюцією міркувань, що стосуються бомбардувань під час війни, обмеженою інформацією про структуру японської економіки та найбільшою вразливістю японських міст до запальних бомбардувань. Ця різниця, однак, є дуже неймовірною, німецькі міста також стали жертвами інтенсивних зонних бомбардувань, що вбили дуже багато мирних жителів, спричинили пожежі, ідентичні тим, що відбувалися в Японії.
Моральне обґрунтування нападів проти японських міст базується на аргументі, що вони врятували б життя, скорочуючи війну. USSBS робить висновок, що наслідки стратегічних бомбардувань та блокади могли змусити до капітуляції Японію наприкінці 1945 року, навіть якщо б атомні бомби не використовувались і Радянський Союз залишився нейтральним. Історик Е. Бартлетт Керр захищає цю ідею, стверджуючи, що пожежі в головних японських міст були ключовим фактором у рішенні Хірохіто припинити війну. Американський історик Барретт Тілман також писав, що зонні бомбардування неминучі, оскільки через обмеження систем прицілювання та сильні вітри над Японією В-29 не змогли націлюватися на конкретні точки, не завдавши жодної шкоди навколишнім районом.
Використання атомних бомб було предметом тривалих суперечок. Незабаром після нападів опитування думки показало, що 85 % американців захищали роботу цієї зброї, а покоління війни вважало, що вони врятували мільйони життів. Згодом рішення про використання ядерної зброї все частіше критикується, висунуті аргументи, що напади були здійснені для залякування Радянського Союзу, виправдання проекту Манхеттен і що Японія нарешті здалася б без використання атомних бомб. У 1994 році опитування показало, що 55 % американців підтримали рішення про бомбардування Хіросіми та Нагасакі. Суддя Радхабінод Пал Міжнародного військового суду для Далекого Сходу вважав, що японські лідери не змовлялися у вчиненні жорстокостей і підтвердив, що рішення про використання атомних бомб є найяскравішим прикладом прямого наказу, щоб провести "недиференційоване вбивство" під час Тихоокеанської війни. З тих пір японські науковці, такі як Юкі Танака та Цуйосі Хасегава, стверджували, що використання бомб було аморальним і становило військовий злочин. Навпаки, президент Трумен і, останнім часом, такі історики, як Пол Фуссел, заявили, що напади на Хіросіму та Нагасакі були виправдані, оскільки вони спричинили капітуляцію Японії.
У двох випадках японські громадяни переслідували свій уряд за шкоду, заподіяну бомбардуваннями, стверджуючи, що уряд був винним у тому, що вів «необачну війну», яка спричинила бомбардування та примусила цивільних осіб залишитися в цільових районах. У грудні 2009 року районний суд Токіо відхилив одну із скарг, стверджуючи, що неможливо визначити осіб, які заслуговують на репарації, оскільки майже всі японці постраждали від війни. Суд також вважав, що будь-яка компенсація повинна бути призначена законодавчим шляхом, а не юридичним. У грудні 2011 року окружний суд Осаки виніс аналогічний вирок, додавши, що уряд не порушив його конституцію під час поводження з жертвами бомбардувань. Це рішення стверджувало, що не було "необгрунтованих розбіжностей" у тому, як розглядалися цивільні, солдати та вцілілі від атомних бомб і що уряд не "показав кричущих відмінностей у своєму дискреційному праві не створювати закони про репарації."